# Catedral de Loja
La Catedral de Loja conocida como la Catedral de Loja-Parroquia El Sagrario, es una catedral ecuatoriana que se encuentra ubicada en el centro de la ciudad homónima, justo en el Parque Central de la capital del mismo nombre y se encuentra a 70 km del Santuario Nuestra Señora de El Cisne.
Es una de las iglesias más grandes del Ecuador y es la sede de la Diócesis de Loja. 

### Historia
En el año 1566 Juan Salinas de Loyola y Alonso de Mercadillo buscaron un lugar privilegiado dentro de la ciudad para construir el sagrado templo. este fue hecho de piedra y adobe. Este sería el icono de la ciudad y perdura durante años como una reliquia y una hermosa arquitectura.
Después de haber caído el primer intento de construir la Iglesia, una nueva construcción fue dirigida en 1749 por el General Pedro Javier Valdivieso. En 1838 la iglesia fue consagrada como La Iglesia Catedral de Loja un 31 de octubre de 1895 por el Monseñor José María Riofrío.
La iglesia Catedral ha sido restaurada cuatro veces desde que fue construida, la fachada fue renovada en 1944 y con la ayuda  del banco central del Ecuador hicieron una renovación completa de la iglesia y se llevó a cabo entre 1988 y 1990. Durante la restauración muchos de los murales fueron cambiados, mejorados y pintados.
En 2004 el piso de madera fue remplazado con mármol y un nuevo altar de madera bañado en oro.  El baldaquin fue reubicado en uno de los pasillos de la iglesia.

### Características y estilo
Es de estilo ecléctico, con elementos historicistas, neoclásicos y corintios. 
La catedral es una iglesia que está conformada por tres naves, es de estilo semigótico y componen su fachada cuatro cuerpos rematados por una torre y su campanario.